# Why Not Us
Why Not Us è un brano musicale inciso dal gruppo tedesco Monrose, pubblicato il 28 novembre 2008 come terzo singolo tratto dal loro terzo album I Am.
Il singolo ha raggiunto la posizione 27 in Germania e 53 in Austria, risultando quello di minor successo commerciale del gruppo.

## Video musicale
Il video musicale è stato diretto da Markus Gerwinat ed è stato pubblicato il 14 novembre 2008.

## Tracce
CD Maxi
1. "Why Not Us" - 3:29
2. "Why Not Us" [Beathoavenz Cut] - 3:34
3. "Why Not Us" [Electrasonic RMX] - 3:15
4. "Strike the Match" [fArHOt Remix] - 2:58

CD singolo
1. "Why Not Us" - 3:29
2. "Strike the Match" [fArHOt Remix] - 2:58

## Classifiche
| Classifica (2008)      | Posizione massima |
| ---------------------- | ----------------- |
| Austrian Singles Chart | 53                |
| German Singles Chart   | 27                |